# Peter Simonsen
Peter R. Simonsen (Christchurch, 1959. április 17. – ) új-zélandi válogatott labdarúgó. 

## Pályafutása

### Klubcsapatban
1977 és 1978 között a Nelson United játékosa volt. 1981 és 1982 között a Gisborne City csapatában játszott. 1982-ben a Manurewa együttesében szerepelt. 1983 és 1984 között a Gisborne City csapatát erősítette, melynek tagjaként 1984-ben megnyerte az új-zélandi bajnokságot. 

### A válogatottban
1978 és 1985 között 11 alkalommal szerepelt az új-zélandi válogatottban és 1 gólt szerzett. 1978. október 1-jén mutatkozott be egy 2–0-ás Szingapúr elleni győzelem alkalmával. Részt vett az 1982-es világbajnokságon, de nem lépett pályára egyetlen mérkőzésen sem.

## Sikerei, díjai
Gisborne City
- Új-zélandi bajnok (1): 1984